# 笠原綱信
笠原 綱信（かさはら つなのぶ、生没年不詳）は、戦国時代の武将。後北条氏の家臣。

## 生涯
笠原氏は伊豆衆21家の一家で、中でも綱信は伊豆衆筆頭と言われる。生没年は不詳だが、名に「綱」が入っていることから北条氏綱の代にはすでに有力家臣として活躍していたと考えられる。氏康の代には評定衆・北条五宿老に名を連ねており、重臣だったことがうかがえる。
清水綱吉と共に伊豆郡代・伊豆衆寄親を務めた。大永7年（1527年）11月20日に三嶋大社の梵鐘製作ののための人夫調達を命じる氏綱の朱印状の宛先にある「笠原殿・清水殿」はこの2名とみられている。
天文6年（1537年）に北条家が駿河国河東地域に侵攻した際には、清水綱吉と共に遠江国相良庄へ進軍した（第一次河東一乱）。
綱信の活動の終見は天文19年（1550年）閏5月までとなり、弘治元年（1555年）から活動が確認される「美作守」は綱信の嫡子とみられ、この「美作守」が家督と伊豆郡代・伊豆衆寄親の役割を継承した。
第一次国府台合戦でも戦功を挙げ、永禄元年（1558年）に古河公方足利義氏が鶴岡八幡宮に参詣した際に饗応役を務めた。翌年作成された小田原衆所領役帳には相模国多古（小田原市）や伊豆国矢田（三島市）など6か所で計447貫150文の所領が記載されている。
永禄年間に同じ玄蕃助・美作守を名乗った息子（実名は不詳）に代替わりをしたとみられるが、天正3年にその息子が死去して跡継ぎの千松が幼少であった為に、松田憲秀の子である政晴が陣代の名目で笠原美作守家を継いだ。